# ميخائيل روبيو
ميخائيل روبيو (بالإنجليزية: Michael J. Rubio)‏ هو سياسي أمريكي، ولد في 24 أغسطس 1977 في الولايات المتحدة. حزبياً، نشط في الحزب الديمقراطي. وقد انتخب عضو مجلس ولاية كاليفورنيا.